# 多菊善和
多菊 善和（たぎく よしかず、1935年12月8日 - 2018年10月7日）は、日本の経営者。ヤクルト専務、ヤクルトスワローズ球団社長を務めた。

## 来歴・人物
群馬県前橋市出身。1958年に天理大学外国語学部を卒業し、同年にヤクルト本社に入社した。営業部長、直販事業部長、常務を経て、1990年6月に専務に就任した。
2001年3月から2007年3月までにヤクルトスワローズ球団社長を務めた。
1998年11月に藍綬褒章を受章した。
2018年10月7日、肺炎のために死去。82歳没。